# Droguetia iners
Droguetia iners là loài thực vật có hoa trong họ Tầm ma. Loài này được (Forssk.) Schweinf. mô tả khoa học đầu tiên năm 1896.